# Spermophilus vorontsovi
Spermophilus vorontsovi – gatunek gryzonia z podrodziny afrowiórek (Xerinae) w obrębie rodziny wiewiórkowatych (Sciuridae), opisany w 2024. Występuje endemicznie na Syberii; nie został jeszcze poddany ocenie zagrożenia przez Międzynarodową Unię Ochrony Przyrody i Jej Zasobów.

## Taksonomia
Gatunek po raz pierwszy zgodnie z zasadami nazewnictwa binominalnego opisał w 2024 roku zespół rosyjskich zoologów (Oleg Jermakow, Jewgienij Simonow i Natalia Łopatina), umieszczając go w rodzaju Spermophilus i nadając mu epitet gatunkowy vorontsovi. Miejsce typowe to obszar w pobliżu wsi Koniewo (54°50′24″N 84°43′48″E/54,840000 84,730000, na wysokości 190 m n.p.m.), rejon toguczyński, obwód nowosybirski, Rosja. Holotyp to czaszka i skóra dorosłego samca (sygnatura ISEA-18828) ze zbiorów muzeum zoologicznego Instytutu Systematyki i Ekologii Zwierząt, przy Oddziale Syberyjskim Rosyjskiej Akademii Nauk w Nowosybirsku; okaz typowy zebrała 21 czerwca 1965 roku N. Kisielewa. Przy opisaniu nowego gatunku wykorzystano również trzy paratypy (skóry i czaszki dorosłych samców) z tego samego miejsca typowego co holotyp.
Nowy takson został wyodrębniony z populacji wcześniej przypisywanych do S. erythrogenys. S. vorontsovi należy do kladu z Azji Środkowej (oznaczonego jako podrodzaj Colobotis), w którego skład wchodzą S. brevicauda, S. erythrogenys, S. fulvus, S. major, S. pallidicauda, S. relictus i S. selevini. 

### Etymologia
- Spermophilus: gr. σπερμα sperma, σπερματος spermatos ‘nasienie, ziarno’; φιλος philos ‘wielbiciel, miłośnik’, od φιλεω phileō ‘kochać’[6].
- vorontsovi: Nikołaj Woroncow (1934–2000), rosyjski zoolog i biolog ewolucyjny[3].

## Rozmieszczenie geograficzne
S. vorontsovi występuje w czterech obwodach Rosji (Kraj Ałtajski, kemerowski, nowosybirski i tomski); zasięg rozciąga się od Wyżyny Sałairskiej w południowo-wschodniej części zachodniej Syberii i jest położony pomiędzy wschodnim brzegiem rzeki Ob na zachodzie i zachodnimi zboczami pasma górskiego Ałatau Kuźniecki na wschodzie. 

## Morfologia
Długość ciała 225–280 mm, długość ogona 45–53 mm, długość tylnej stopy 35–41 mm; brak szczegółowych danych dotyczących masy ciała. Kolor sierści na grzbiecie jest brązowawoochrowy z jaśniejszymi plamami. Wierzch głowy jest podobnego koloru jak grzbiet, ale nieco ciemniejszy. Brzuch jest żółtawy. Grzbiet nosa jest ciemnordzawy, podobnie jak plamy podoczodołowe i nadoczodołowe. Ogon ma słabo zaznaczoną bladą krawędź. Czaszka ma silnie rozwinięty wyrostek jarzmowy oraz stosunkowo długą diastemę przekraczającą długość rzędu zębów szczęki. Wymiary czaszki: długość kondylo-bazalna 44,1–50,4 mm i szerokość jarzmowa 30,2–36 mm.

## Ekologia i biologia
Głównym siedliskiem tego gatunku są obszary leśno-stepowe. W związku z rozwojem rolnictwa na obszarze jego zasięgu i zniszczeniem siedlisk, w których występował (step łąkowy), gatunek ten zaczął pojawiać się na polanach w pobliżu wsi, pastwisk, poboczy dróg i obrzeży pól. Obserwowano go na obrzeżach lasów, a nawet w małych, nielicznych zagajnikach brzozowych.

## Status zagrożenia i ochrona
Międzynarodowa Unia Ochrony Przyrody (IUCN) nie nadała jeszcze S. vorontsovi statusu zagrożenia w Czerwonej księdze gatunków zagrożonych (stan w lipcu 2024). Gatunek ten ma jeden z najmniejszych zasięgów wśród przedstawicieli Spermophilus i wykazuje się długoterminową tendencją spadkową populacji od końca XX wieku. Populacje występujące w obwodzie kemerowskim i Kraju Ałtajskim na wschód od rzeki Ob prawdopodobnie są na skraju wyginięcia lub już wyginęły, ale przyczyny tego są nadal niejasne. Być może możliwymi przyczynami spadku populacji to epizootia i zmniejszenie presji pastwiskowej, skutkujące wysokimi trawami, a w konsekwencji wysoką śmiertelnością młodych osobników spowodowaną przez drapieżniki w warunkach ograniczonej widoczności. Niemniej jednak wydaje się, że gatunek ten odradza się pod względem liczebności i znanych jest wiele nowych obserwacji z różnych regionów jego zasięgu.